# Гавриловка (Федоровська сільська рада)
Гаври́ловка (рос. Гавриловка, башк. Гавриловка) — присілок у складі Федоровського району Башкортостану, Росія. Входить до складу Федоровської сільської ради.
Населення — 21 особа (2010; 64 в 2002).
Національний склад:
- мордва — 34%
- росіяни — 33%